# Ranunculin
Ranunculin ist ein glycosidischer Naturstoff, der in Hahnenfußgewächsen vorkommt und eine Vorstufe des hautreizenden Protoanemonins ist. Es ist in verschiedenen Arten der Familie zum Teil in erheblichen Mengen enthalten. Das Aglycon der Verbindung ist ein substituiertes Crotonolacton, die Zuckerkomponente ist Glucose.

## Vorkommen
Ranunculin kommt in vielen Arten der Hahnenfußgewächse (Ranunculaceae) vor. Der Gehalt an Ranunculin in der Trockenmasse der Pflanzen beträgt zwischen 1,5 % und 19,9 %.
Zu den Pflanzen, die Ranunculin enthalten, gehören diverse Arten der Gattung Hahnenfuß (Ranunculus) wie der Knollige Hahnenfuß (Ranunculus bulbosus), der Scharfe Hahnenfuß (Ranunculus acris), der Ackerhahnenfuß (Ranunculus arvensis), sowie Ranunculus inamoenus und Ranunculus uncinatus. Bei Pflanzen aus anderen Gattungen wurde es in der Finger-Kuhschelle (Pulsatilla patens) und Clematis occidentalis (Gattung Waldreben) nachgewiesen. Daneben wurde Ranunculin auch in den Gattungen Nieswurz (Helleborus) und Hornköpfchen (Ceratocephala) nachgewiesen.

## Eigenschaften
Ranunculin kann enzymatisch (durch β-Glucosidase) zu Protoanemonin abgebaut werden. Im Labor gelingt der Abbau durch Destillation von Ranunculin mit Natriumacetat. Im Gegensatz zu Protoanemonin ist Ranunculin ansonsten vergleichsweise stabil, sowohl als Feststoff als auch in wässriger Lösung. Viele Pflanzen der Familie Hahnenfußgewächse können Hautreizungen mit Erythema und Blasenbildung verursachen. Hierfür ist Protoanemonin verantwortlich, das durch den Abbau von Ranunculin entsteht.